# Zur Not Gottes (Erbach)

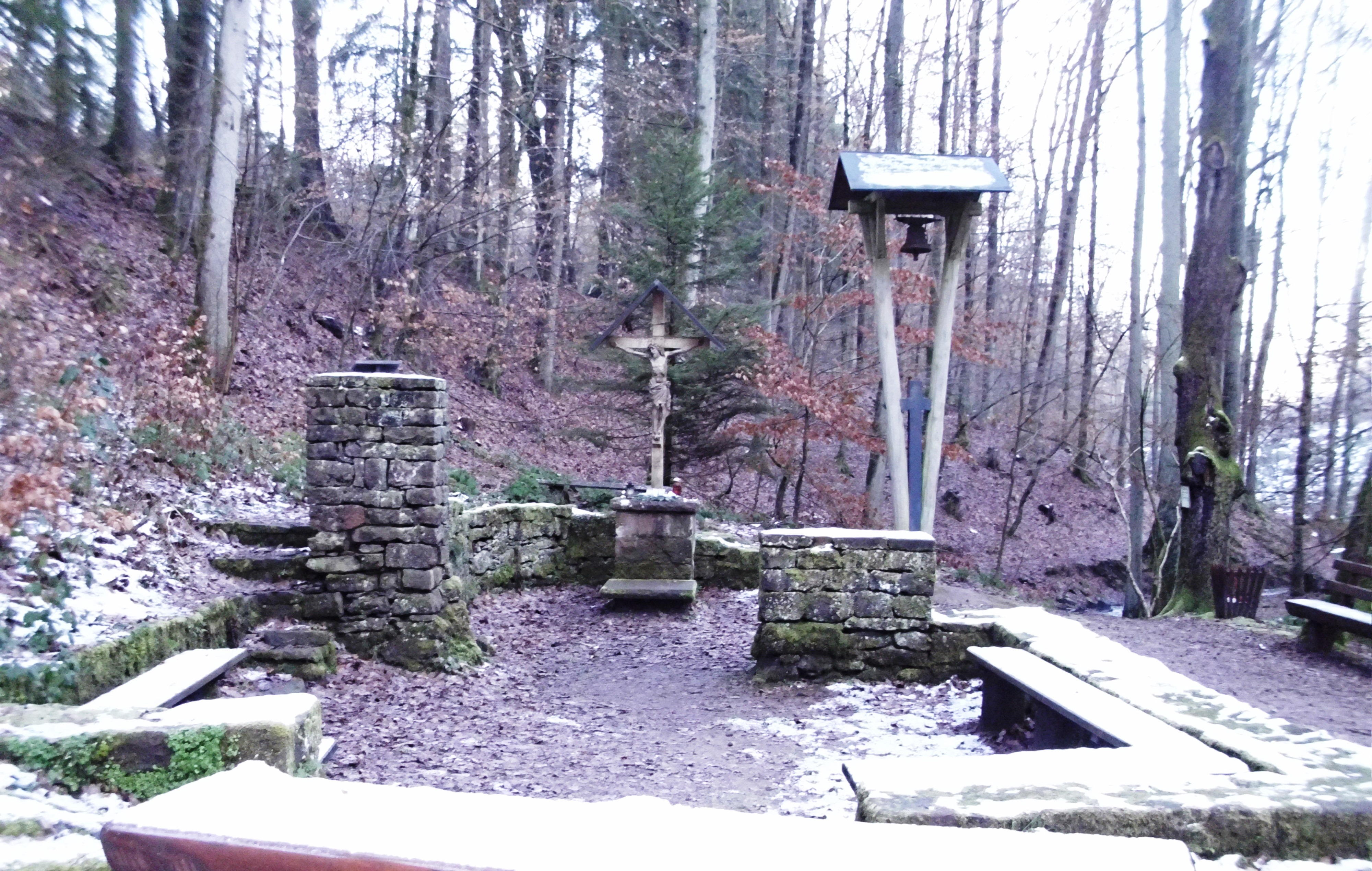
Ansicht der Grundmauern von Westen

Zur Not Gottes, auch als St. Jakob Zur Not Gottes bezeichnet, ist eine ehemalige Kapelle nahe der Stadt Erbach im Odenwald. Direkt westlich lag über Jahrhunderte ein kleiner Friedhof, die Anlage geriet aber, trotz gelegentlicher Beisetzungen auch nach der Reformation, letztlich in Vergessenheit und verfiel weitgehend. Dennoch war sie, etwa vom 13. bis zum 16. Jahrhundert, ein nicht unbedeutendes Wallfahrtsziel. Seit etwas über 100 Jahren wird sie, einige Male im Jahr, wieder für religiöse Zwecke genutzt. Die Gesamtanlage ist denkmalgeschützt.

## Wallfahrtsort und Friedhof

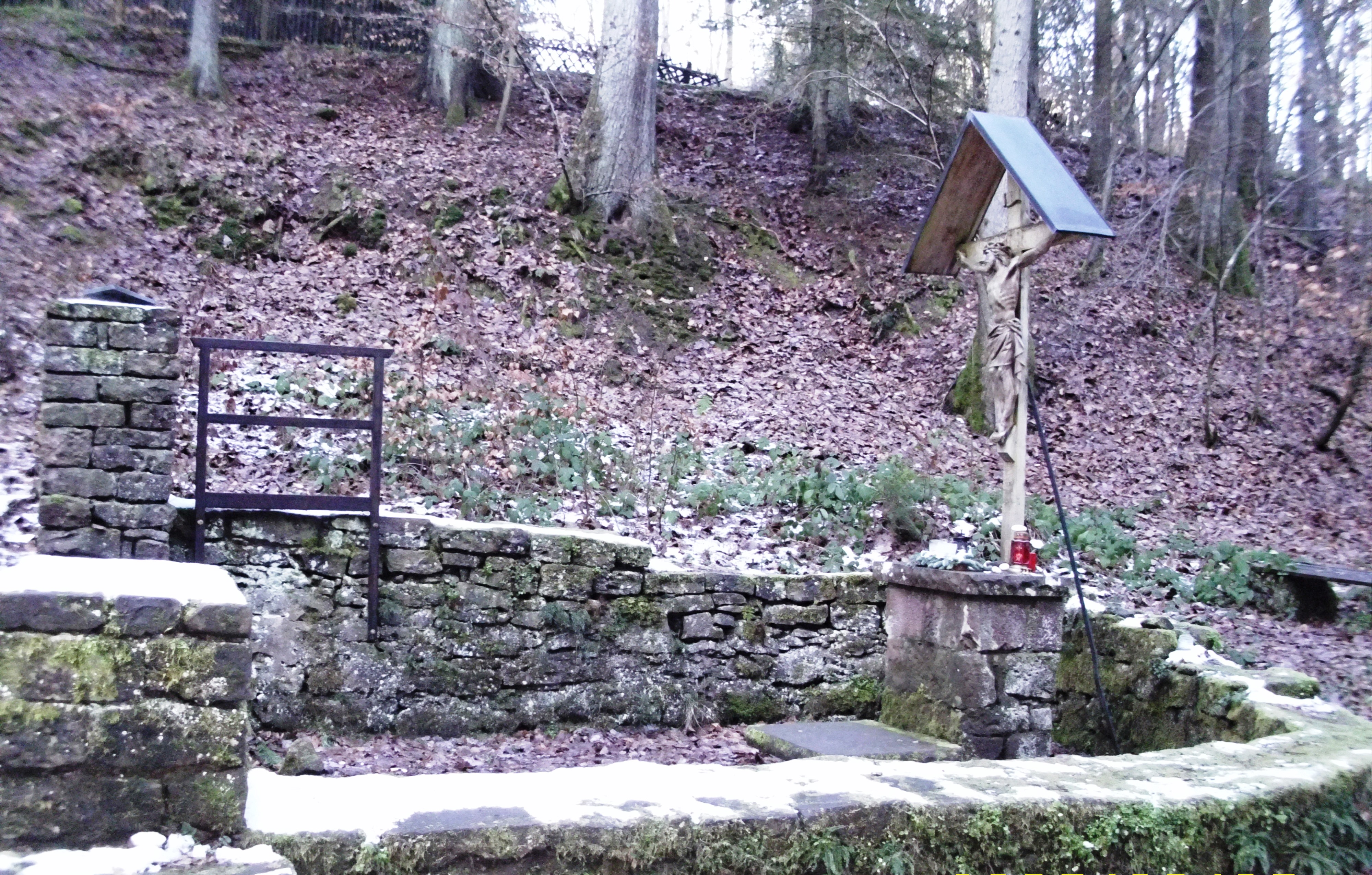
Detailsicht auf die Reste des Chores

Die Anfänge der Anlage sind unbekannt. Vermutet wird, aufgrund des Ortsnamens der umgebenden, engen Schlucht westlich von Erbach Brudergrund, dass möglicherweise dort eine hochmittelalterliche Einsiedelei gelegen haben könnte. Es wird darauf verwiesen, dass eine nebengelegende Wiese „Bruder-Jacobs-Wiese“ genannt wurde. Aufgrund des Baubefundes der Kapellenreste wird eine ursprüngliche Entstehungszeit dieses Bauwerks um etwa 1200 angenommen, was sich mit der ersten urkundlichen Erwähnung von 1439, anlässlich des beginnenden Verfalls, gut deckt.
Die gotischen Grundmauern haben die quadratischen Maße von fünf auf fünf Metern im ehemaligen Kapellenschiff und laufen polygonal im leicht eingezogenen Chor mit einer Breite dort von 3,75 m und einer abermaligen Länge von fünf  Metern aus, das Baukonzept ist eine einfache Saalkapelle. Ursprünglich, dem Ortsnamen nach, war sie wohl dem Hl. Jakobus geweiht. Die erwähnte Bulle des Basler Konzils von 1439 erteilte darin einen Ablass für den Fall, dass für den weitergehenden Erhalt des wohl gefährdeten Gebäudes gespendet würde. Die Literatur schließt daraus und aus anderen Gegebenheiten, dass der Ort ein recht bedeutender Wallfahrtsort gewesen sein muss.
Zwei Faktoren führten zur späteren, aber parallelen Funktion zu den Wallfahrten als Friedhofskapelle. Einmal war die Pfarrkirche des mittleren Odenwalds bis 1497 nur die Stadtkirche Michelstadt, nur dort konnten Verstorbene ausgesegnet und in geheiligter Erde begraben werden. Zum anderen war die Anlage eines Friedhofes, auch nach einer Erhebung der Stadtkirche Erbach zur Pfarrkirche mit dem dazugehörenden Bestattungsrecht, direkt an der Kirche unmöglich. Auf der Ostseite der Kirche floss und fließt bis heute die Mümling vorbei, und das umliegende Gebiet des Erbacher Städels war viel zu eng bebaut, als dass ein Friedhof hätte angelegt werden können. Daher ersuchte Schenk Erasmus von Erbach, der die Situation kannte, in seiner Bitte von 1496 an Papst Alexander VI. diesen im selben Schreiben sowohl um Erhebung der Kirche in Erbach zur Pfarrkirche als auch um die Genehmigung einer Anlage des Friedhofes außerhalb der Stadt bzw. entfernt der Kirche. Diese letztere Entscheidung wurde vom Papst an den zuständigen Erzbischof von Mainz delegiert, wohl aufgrund fehlender örtlicher Kenntnisse. Der Erzbischof, Berthold von Henneberg, genehmigte das Vorhaben und wenige Wochen nach Pfingsten 1498 wurde, in Gegenwart eines Mainzer Weihbischofs, der Friedhof geweiht. Aus den Umständen, Schenk Erasmus beschreibt es recht ausführlich, dass die Erbacher Verstorbenen in Michelstadt beigesetzt werden mussten, erklärt sich der zweite Name Zur Not Gottes. Es konnte vorkommen, dass, vor allem nächtlich Verstorbene nicht rechtzeitig in Michelstadt beigesetzt werden konnten, beispielsweise weil einfach die Stadttore verschlossen waren. Theologischer Anknüpfungspunkt hier ist die Not Jesu im Garten Gethsemane (Mt 26,36-46 ).

## Reformation und Verfall

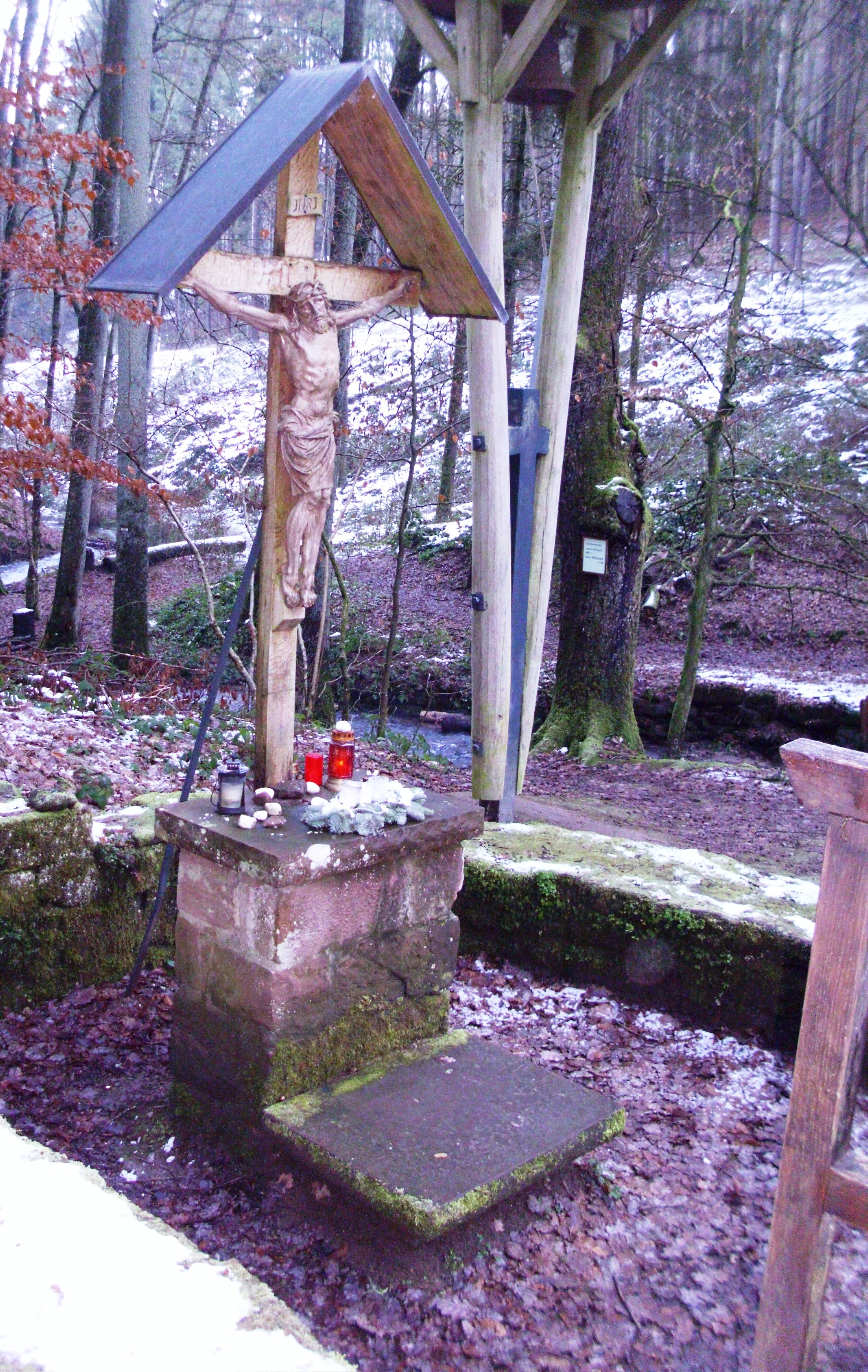
Detailsicht auf das Kruzifix von 1905 an der ehemaligen Altarstelle

Etwa ein Jahrhundert nach der Weihe und dem Beginn der Nutzung des Friedhofes und der Kapelle als Friedhofskapelle wurde deutlich, dass der wenige Platz im Brudergrund nicht ausreichen würde, die Verstorbenen weiterhin aufnehmen zu können. Graf Georg II. von Erbach schenkte der Gemeinde 1590 ein größeres Stück Land, damals hinter dem Gutleutehaus östlich der Stadt gelegen. Mit der Errichtung der dortigen Friedhofskapelle wurde 1596 begonnen, fertiggestellt wurde diese Kapelle 1601. Friedhof und die Kapelle werden bis heute genutzt.
Bereits 1540 eingeführt, war die Reformation der Grafschaft Erbach-Erbach unter Graf Eberhard dem Jüngeren 1544 abgeschlossen.
Beide Ereignisse, die Einrichtung des neuen Friedhofes als auch die Einführung der Reformation, führten dazu, dass die Anlage nicht mehr gebraucht wurde, der Friedhof nicht mehr und damit auch die Friedhofskapelle nicht, auch nicht mehr als Wallfahrtskapelle. Die letzte Bestattung fand 1598 statt. Die Verwüstungen des Dreißigjährigen Krieges im Odenwald trugen ihr Übriges dazu bei, dass die Kapelle verfiel. 1747 wurden die Reste letztlich auf Geheiß Graf Georg Wilhelms abgetragen und die Steine für andere Bauten verwendet. Teile der umfassenden Friedhofsmauer wurden noch gegen Ende des 18. Jahrhunderts, teils zum Bau von Privathäusern, entnommen und anderweitig verbaut. Die sich auf dem ehemaligen Friedhof noch befindlichen Grabdenkmäler aus späteren Jahrhunderten sind unbekannter Herkunft.

## Aufdeckung und heutige Nutzung
Erst 1881 wurden die Fundamente der Kapelle wieder freigelegt, die hier bestatteten Personen bzw. deren Überreste wurden aber nie geborgen, sie befinden sich nach wie vor in der Erde.
Das sich heute an Stelle des ehemaligen Altars der Kapelle befindliche Kruzifix ist eine Stiftung der Gräfin Erika zu Erbach-Erbach aus dem Jahr 1905, gefertigt wurde die Figur in Oberammergau. Bei dieser Gelegenheit wurden die Fundamente gesichert und auf den heute sichtbaren Stand gebracht, letztmals renoviert wurde die Anlage 1965.
Seit eben 1905 finden im Jahr einige Gottesdienste der Evangelischen Kirchengemeinde als sogenannte Waldgottesdienste statt. Jeweils mit Christi Himmelfahrt im Jahr beginnend finden einmal im Monat bis in den September hinein, jeweils am ersten Sonntag des Monats, Gottesdienste statt.